# Janusz Radziwiłł (1579-1620)
Janusz Radziwiłł (2 juillet 1579 - 3 décembre 1620) est un magnat de Pologne-Lituanie. Il est également échanson du grand-duché de Lituanie (1599), castellan de Vilnius (1619), staroste de Baryssaw et prince du Saint-Empire.

## Biographie
Tout au long de sa vie Janusz Radziwiłł n'a de cesse d'augmenter la fortune de sa famille. C'est aussi un fervent défenseur du calvinisme et de la culture lituanienne. Il s'oppose donc rapidement au roi de Pologne Zygmunt III et en 1606, il devient un des chefs de la rébellion de Zebrzydowski.
Les rebelles sont battus le 6 juillet 1607 à la bataille de Guzów (en). La situation apaisée, les rebelles sont pardonnés par le roi mais Janusz Radziwiłł boude les affaires de la république des Deux Nations et demeure dans l'opposition. Il voyage alors en France et en Suisse et ne rentre qu'en 1610. Après la perte de sa première épouse Zofia Olelkowicz (en) en 1612, il se remarie l'année suivante 1613, avec Élisabeth-Sophie, fille de l'électeur de Brandebourg. Janusz Radziwiłł demeure à Gdansk où il gère les affaires de la famille.
Son ressentiment contre Zygmunt III  n'ayant pas faibli, il conspire avec Gabriel Bethlen, le prince de Transylvanie qui a des visées sur le trône de Pologne. En 1616, en signe de protestation contre les politiques du roi et le début d'une guerre avec la Russie, il s'exile volontairement en Allemagne. En 1618, ayant obtenu la châtellenie de Vilnius, il retourne en Lituanie, mais refuse de s'y installer à demeure et retourne à Gdansk.
Janusz Radziwiłł décède en novembre 1620 peu de temps après le baptême de son plus jeune fils, Bogusław. Après l'enterrement, qui a lieu à Vilnius il est inhumé dans l'église calviniste de Dubinki.

## Mariages et descendance
Janusz Radziwiłł se marie le 1er octobre 1600 avec la princesse Zofia Olelkowicz (en) (1585-1612) âgée de 15 ans. Zofia meurt en couches 12 ans plus tard sans laisser d'enfant. Elle sera canonisée par l'Église orthodoxe de Biélorussie. Les sept châteaux et les trente-deux villages qu'elle laisse à Janusz viennent accroître la fortune des Radziwiłł.
Le 27 mars 1613 à Berlin, Janusz épouse en secondes noces Élisabeth-Sophie de Brandebourg (en), fille de Jean II Georges, électeur de Brandebourg. Ils ont quatre enfants:
- Eleonora Elżbieta (1615-1633)
- Jan Jerzy (1616-1616)
- Zofia Agnieszka (1618-1637)
- Bogusław (1620-1669)

## Sources
- Notices d'autorité :   - VIAF
  - ISNI
  - BnF (données)
  - LCCN
  - GND
  - Pologne
  - NUKAT
  - WorldCat

- (en) Cet article est partiellement ou en totalité issu de l’article de Wikipédia en anglais intitulé « Janusz Radziwiłł (1579–1620) » (voir la liste des auteurs).